# F/A-18-Absturz bei Crans-Montana
Der F/A-18-Absturz bei Crans-Montana ereignete sich am 7. April 1998 bei Crans-Montana im Kanton Wallis in der Schweiz. Der Unfall forderte zwei Menschenleben und war der erste Verlust einer F/A-18 in der Geschichte der Schweizer Luftwaffe.

## Der Unfall
Am 7. April 1998 um 14:20 Uhr stürzte eine McDonnell Douglas F/A-18D Hornet der Schweizer Luftwaffe mit dem Luftfahrzeugkennzeichen J-5231 in eine Bergflanke nordwestlich von Crans-Montana. Die zweisitzige Maschine war zu einer Luftkampfübung von der Luftwaffenbasis Payerne gestartet. Pilot und Co-Pilot überlebten den Aufprall nicht.
Am Unfalltag herrschten schwierige Wetterbedingungen mit Schneeschauern und Nebel, welche die Sicht auf unter 100 Meter reduzierten. Die Maschine befand sich in 6600 Metern Höhe während einer dreiteiligen Trainingssequenz, als sie plötzlich von den Radarschirmen verschwand. Sowohl der Funkkontakt als auch das Radarsignal brachen unvermittelt ab.
Das Flugzeug prallte auf einer Höhe von 1800 m ü. M. in eine schwer zugängliche Bergflanke. Der Aufprall war so heftig, dass die Maschine völlig zerstört wurde. Wrackteile verteilten sich über ein Gebiet von 500 Metern Radius.
Die abgestürzte F/A-18D war Teil einer Zweierformation. Die begleitende einsitzige F/A-18C schloss das Training unbeschadet ab.

## Ursache
Die Untersuchungen ergaben, dass räumliche Desorientierung die Unfallursache war. Der Pilot verlor während eines Routinemanövers die Orientierung, was zu drastischen Steuereingaben führte. Das Flugzeug geriet in eine umgekehrte Fluglage und stürzte in einem 75-Grad-Winkel mit nahezu Schallgeschwindigkeit zu Boden.
Technische Defekte am Flugzeug wurden ausgeschlossen.

## Folgen
Der Unfall führte zu grundlegenden Änderungen bei der Schweizer Luftwaffe. Das Training wurde intensiviert, besonders bezüglich räumlicher Desorientierung. Zudem wurden die Wetterkriterien für Trainingsflüge deutlich verschärft.
Die F/A-18-Flotte blieb trotz des Unfalls weiterhin im Einsatz. Mit diesem Verlust reduzierte sich die Schweizer F/A-18-Flotte von ursprünglich 34 auf 33 Maschinen.

## Historische Einordnung
Der Absturz markierte den ersten Verlust einer F/A-18 in der Schweizer Luftwaffe.
Weitere Abstürze waren 2013 bei Alpnach, 2015 in Frankreich und 2016 beim Sustenpass.